# Body Heat (album Quincy Jones)
Body Heat è un album del musicista statunitense Quincy Jones, pubblicato dall'etichetta discografica A&M nel 1974.
L'album è prodotto dallo stesso interprete e Ray Brown.
Dal disco vengono tratti i singoli Soul Saga (Song of the Buffalo Soldier), If I Ever Lose This Heaven e Body Heat.

## Tracce

### Lato A
1. Body Heat
2. Soul Saga (Song of the Buffalo Soldier)
3. Everything Must Change
4. Boogie Joe, the Grinder
5. Everything Must Change (Reprise)

### Lato B
1. One Track Mind
2. Just a Man
3. Along Came Betty
4. If I Ever Lose This Heaven